# Katacamilla
Katacamilla är ett släkte av tvåvingar. Katacamilla ingår i familjen gnagarflugor.
Kladogram enligt Catalogue of Life:
| Katacamilla | \| \| Katacamilla braacki \| \| \| \| \| \| Katacamilla cavernicola \| \| \| \| \| \| Katacamilla ctenidia \| \| \| \| \| \| Katacamilla gallagheri \| \| \| \| \| \| Katacamilla procavia \| \| \| \| \| \| Katacamilla vanharteni \| \| \| \| |
|             | \| \| Katacamilla braacki \| \| \| \| \| \| Katacamilla cavernicola \| \| \| \| \| \| Katacamilla ctenidia \| \| \| \| \| \| Katacamilla gallagheri \| \| \| \| \| \| Katacamilla procavia \| \| \| \| \| \| Katacamilla vanharteni \| \| \| \| |
|             | Afrocamilla |
|             | |
|             | Camilla |
|             | |
|             | Teratocamilla |
|             | |
|             | Katacamilla braacki |
|             | |
|             | Katacamilla cavernicola |
|             | |
|             | Katacamilla ctenidia |
|             | |
|             | Katacamilla gallagheri |
|             | |
|             | Katacamilla procavia |
|             | |
|             | Katacamilla vanharteni |
|             | |

|  | Katacamilla braacki     |
|  |                         |
|  | Katacamilla cavernicola |
|  |                         |
|  | Katacamilla ctenidia    |
|  |                         |
|  | Katacamilla gallagheri  |
|  |                         |
|  | Katacamilla procavia    |
|  |                         |
|  | Katacamilla vanharteni  |
|  |                         |